# Forges de Grand-Valay
Les forges de Grand-Valay sont des anciennes forges situées à Valay dans le département français de la Haute-Saône.

## Localisation
Les forges sont situées à l'ouest du bourg de Valay, au lieudit le Chatelard en bordure du ruisseau de la Rèsie.

## Description
Le bâtiment du haut fourneau est construit contre un talus avec le mur sud semi-enterré et il est couvert d'un toit à croupes. La halle de coulée est située en contrebas à proximité du ruisseau. Également construite à flanc du talus, la halle à charbon est couverte d'un toit à longs pans, demi-croupe. Son mur nord est épaulé de contreforts. Les logements ouvriers sont bâtis en moellon de calcaire, couvert d'un toit à longs pans en tuile plate. La maison située à l'ouest, à un étage carré, possède deux logements encadrant une grange ; celle située au nord est en rez-de-chaussée et abrite trois logements. Vraisemblablement édifié au milieu du 18e siècle, le logement patronal est construit en moellon de calcaire enduit et rez-de-chaussée, couverte d'une haute toiture à croupes et tuile mécanique.

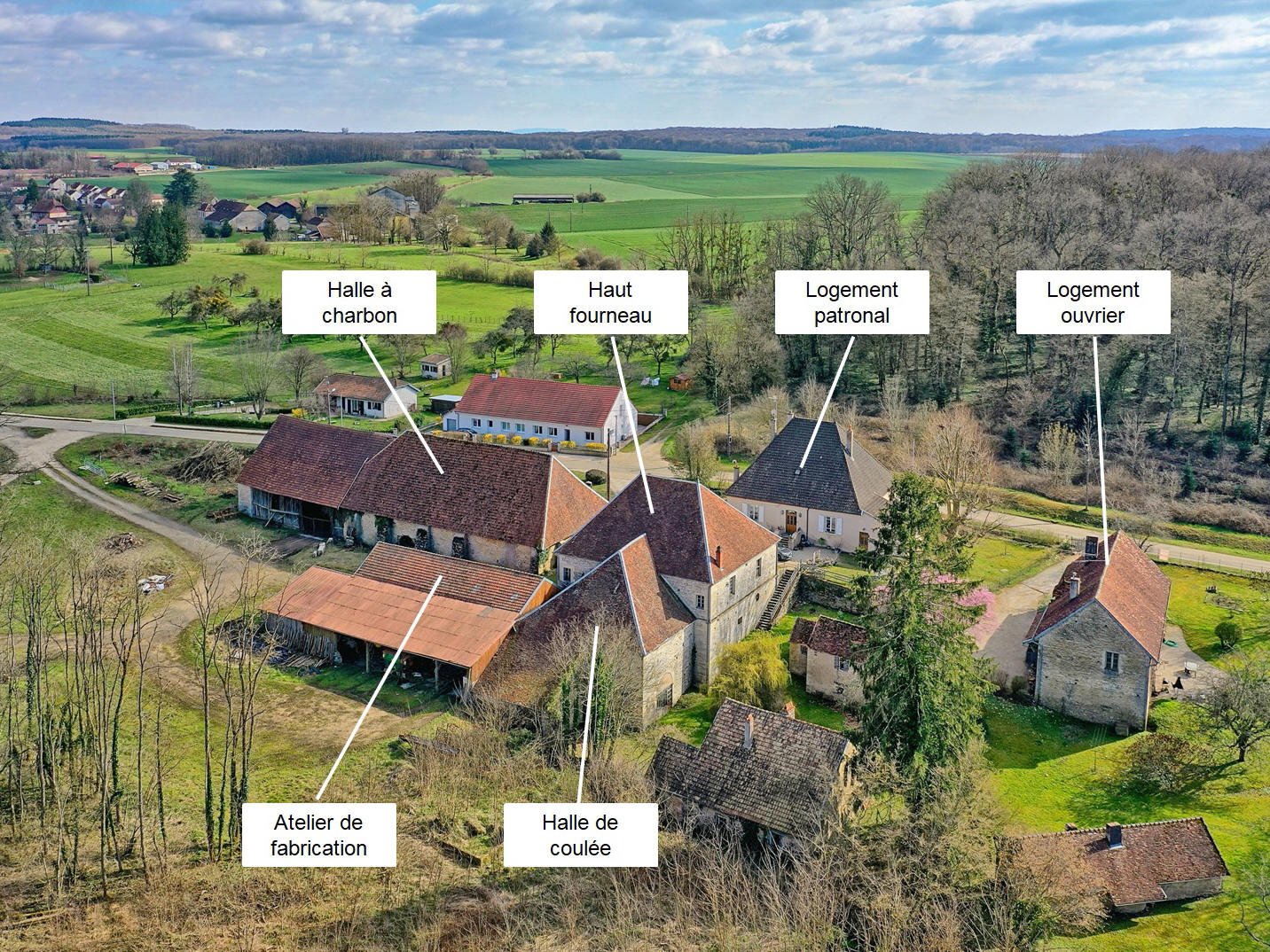
Les anciennes forges avec indication des bâtiments.

## Historique
Le haut fourneau est construit en vertu de lettres patentes accordées à Joseph-François Pétremand de Valay le 22 novembre 1689. Il utilise l'énergie hydraulique de la Tourouge pour actionner ses soufflets. L'établissement métallurgique ferme ses portes en 1875 et est transformée en scierie en 1905, afin de produire des pièces pour le bâtiment et des traverses de chemin de fer, pour une capacité de production annuelle de 1 500 tonnes.
La maison du directeur des forges et les logements ouvriers datent du XVIIIe siècle.
L'édifice est inscrit au titre des monuments historiques en 1997 et classé en 1999.